# Styca

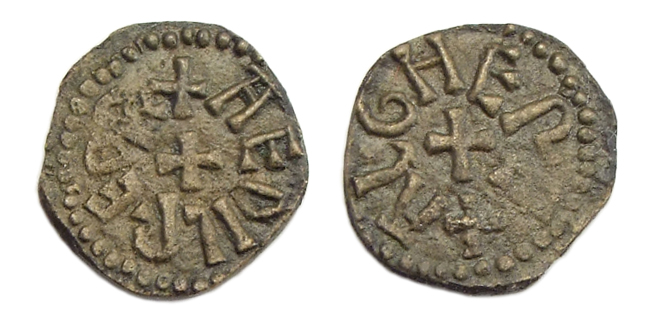
Un styca du règne d'Æthelred II (roi de Northumbrie).

Le styca est une pièce de monnaie frappée de la fin du VIIIe siècle au milieu du IXe siècle en Northumbrie, un royaume du nord de l'Angleterre.

## Histoire
La frappe des stycas commence sous le règne d'Æthelred Ier (790-796), en remplacement des sceattas, qui cessent d'être produits vers cette période. Il s'agit d'une frappe exclusivement northumbrienne : à cette époque, les autres royaumes anglo-saxons ne frappent que des pennies d'argent sur le modèle du denier franc,. Les stycas sont d'abord en alliage à base d'argent, puis un alliage à base de cuivre commence à être utilisé dans la première moitié des années 830. L'argent cesse complètement d'être employé vers 837 et jusqu'à la fin de la production des stycas, vers 855. Le grand nombre de pièces de cuivre retrouvées suggère que la production est intensive et ininterrompue durant cette période, et explique peut-être également pourquoi elle a pris fin sous le règne d'Osberht, d'autant que certaines de ces pièces sont clairement des contrefaçons. Les stycas restent en circulation jusqu'à la conquête de la Northumbrie par les Vikings de la Grande Armée, en 867.

## Dessin
À quelques exceptions près, les différents stycas partagent un style commun. Le nom du roi ou de l'archevêque figure sur une face, autour d'un motif central, et le nom du monnayeur figure sur l'autre face. Les motifs centraux sont généralement simples, à base de croix ou de cercles. Il arrive que certains monnayeurs emploient des motifs plus complexes : les pièces frappées par Leofdegn sous le règne d'Æthelred II se distinguent par la complexité de ses croix. Sur une de ses pièces, le motif représente même un chien avec un triquetra.